# Volební právo žen

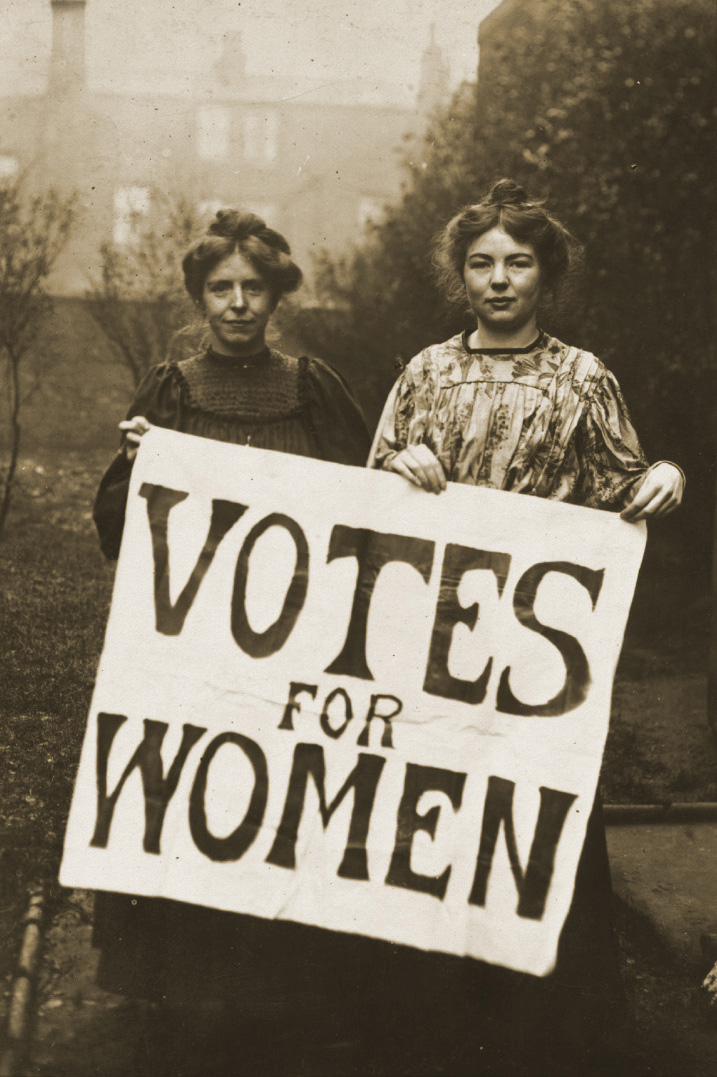
Annie Kenney a Christabel Pankhurst

Organizovaná kampaň za volební právo žen začala v polovině 19. století. Ve dvacátých letech 20. století toto právo získaly ženy v mnoha zemích. Prvním evropským územím s volebním právem žen se stalo roku 1906 Finsko (tehdy jako autonomní část Ruského impéria). 
Poslední zemí na světě, která dovolila ženám účast ve volbách, byla Saúdská Arábie. Poprvé tam ženy mohly volit a být voleny v prosinci 2015. Volby se sice týkaly jen místních rad, ale volit parlament v této zemi nemohou ani muži, neboť jeho členové jsou jmenováni králem.

## Počátky
První shromáždění na podporu práv žen se konalo v roce 1848 v USA. Účastnice shromáždění v Seneca Falls ve státě New York vyhlásily zásadu, že všichni muži a ženy jsou stvoření sobě rovna.
V roce 1869 byla založena významná organizace National American Woman Suffrage Association (Národní americká asociace za volební právo žen), která požadovala schválení ústavního dodatku o volebním právu žen. První ústavou, jež dává ženám volební právo, se stala ústava z roku 1889, kterou odhlasovali obyvatelé vznikajícího státu Wyoming.

## Boj proti diskriminaci

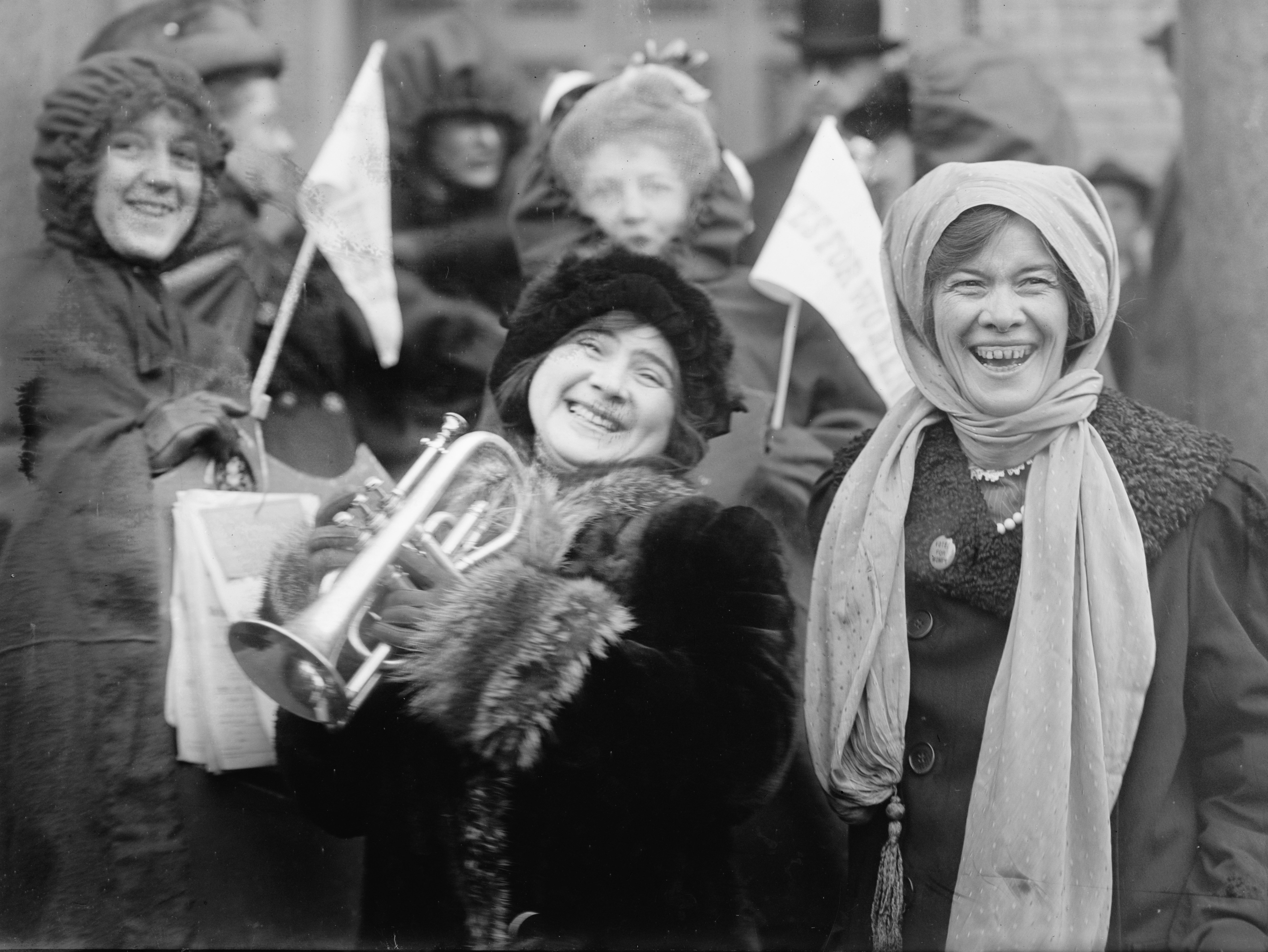
Americké ženy demonstrující za právo volit (únor 1913)

V roce 1893 se stal Nový Zéland (tehdy ještě kolonie Velké Británie) první zemí, která přiznala volební právo ženám. Hned na začátku nového století jej následovala Austrálie. Prvními státy Evropy, jež poskytly ženám volební právo, se v letech 1906–1915 staly Finsko (tehdy autonomní součást Ruské říše), Norsko a Dánsko.
Významným podnětem pro boj za volební právo žen v Evropě byla první světová válka, během které mnoho žen muselo nahradit muže na frontě, staly se kvalifikovanými pracovními silami a zvykly si samostatně rozhodovat. Po válce, v období 1918–1920, získaly v některých zemích volební právo.
Ve Velké Británii bylo v 19. století uzákoněno několik reforem, jimiž byla v mnoha oblastech zrušena diskriminace. Volební právo ale bylo ženám i nadále upíráno. V roce 1903 vznikla nejradikálnější z raných ženských organizací, Women's Social and Political Union (Sociální a politický svaz žen). Jeho členky (sufražetky) reagovaly na brutální policejní akce pomocí bojového umění bartitsu, ve kterém je školila Edith Garrudová. Vznikla třicetičlenná ochranka Bodyguards, která chránila nejvyšší představitelky hnutí. Později podnikaly i militantní akce, například pumové atentáty a připoutávaly se na veřejných místech řetězem k zábradlí. V roce 1918 získaly ženy částečné volební právo omezené na osoby starší 30 let. Stejného postavení jako muži dosáhly voličky teprve v roce 1928, kdy byla tato věková hranice snížena na 21 let.
V mnoha dalších zemích bylo ženám přiznáno volební právo teprve po druhé světové válce. V roce 1945 získaly volební právo ženy v Itálii, Francii a v Japonsku. Koncem čtyřicátých a začátkem padesátých let následovala většina jihoamerických států. V Argentině se o poskytnutí volebního práva ženám zasloužila Eva Perónová.
Poslední zemí, která ženám přiznala volební právo, byla absolutistická Saúdská Arábie. Král Abdalláh jim ho přislíbil v roce 2011, poprvé měly možnost volit a být voleny do místních rad v prosinci 2015. Právo volit do parlamentu zde nemají ani muži, neboť jeho členové jsou jmenováni králem.

## Volební právo žen v českých zemích
V Čechách bojovaly ženy na svá politická a občanská práva od druhé poloviny 19. století. Mezi nejvýznamnější osobnosti, které se o zisk volebního práva zasazovaly na přelomu 19. a 20. století, patřily Františka Plamínková a Alice Masaryková. První ženou zvolenou do českého sněmu byla v roce 1912 Božena Viková-Kunětická.
Dnem 31. ledna 1919 vstoupil v Čechách a na Moravě v platnost Řád volební v obcích Republiky československé (zákon 75/1919 Sb.), kterým bylo přiznáno právo volit do obecního zastupitelstva „...všem státním občanům Československé republiky, kteří mají náležitosti § 2 zák. z 19. prosince 1919, č. 663 Sb...“, tj. včetně žen. Stejně tak mohly být ženy i voleny do obecních zastupitelstev. (Na Slovensku vstoupil zákon v platnost dnem 31. prosince 1920. Pro volební právo příslušníků branné moci a četnictva platil v Československu samostatný zákon.)
První starostkou v Československu byla Anna Matoušková ve Vědomicích; zvolena byla v roce 1919 a funkci vykonávala 5 let.
Další zlom nastal v únoru 1920, kdy bylo v československé ústavě zakotveno, že ženy jsou politicky, sociálně a kulturně postaveny na úroveň mužům a náleží jim volební právo. První parlamentní volby, ve kterých měly ženy právo volit, byly volby do poslanecké sněmovny a senátu, které se konaly v dubnu 1920.

### Volební právo části žen od roku 1873
Už roku 1873 bylo volební právo přiznáno některým ženám v habsburské monarchii tehdy novým volebním řádem (č. 41/1873). Vztahovalo se ovšem pouze na ženy, které vlastnily velkostatek, a samotná volba musela proběhnout pomocí zástupce.

## Uzákoněné volební právo žen
(seznam není úplný)
- 1893 Nový Zéland
- 1902 Austrálie
- 1906 Finsko (autonomní území Ruského impéria)
- 1913 Norsko
- 1915 Dánsko, Island
- 1917 Rusko
- 1918 Německo, Polsko, Velká Británie, Rakousko, Litva
- 1919 Československo, Nizozemsko
- 1920 USA (19. dodatkem ústavy), Kanada
- 1921 Lotyšsko, Švédsko
- 1922 Irsko
- 1926 Turecko
- 1927 Uruguay
- 1929 Ekvádor
- 1931 Španělsko
- 1932 Brazílie
- 1934 Turecko
- 1941 Jugoslávie
- 1942 Dominikánská republika
- 1945 Francie, Japonsko, Itálie, Slovinsko, Maďarsko
- 1946 Argentina, Rumunsko
- 1948 Belgie
- 1949 Čína, Indie, Chile
- 1952 Mexiko, Řecko, Libanon
- 1956 Egypt
- 1960 Kypr
- 1962 Monako
- 1971 Švýcarsko (na federální úrovni; jednotlivé kantony tak učinily v letech 1958–1990)
- 1976 Portugalsko
- 1984 Lichtenštejnsko
- 1999 Katar
- 2005 Kuvajt
- 2011 Saúdská Arábie (pouze na místní úrovni, poprvé mohly ženy volit a být voleny až v roce 2015[11])

## Ženy v politice
Mnoho žen zasedá v evropských parlamentech i zámoří. Ženy se prosadily i jako předsedkyně vlád. První předsedkyní vlády na světě byla Sirimavo Bandaranaike (Sri Lanka). Dalšími byly např. Indíra Gandíová, Golda Meirová, Margaret Thatcherová, Gloria Macapagal-Arroyová, Angela Merkelová, Iveta Radičová nebo Theresa May. Prezidentkami byly nebo jsou např. Zuzana Čaputová (Slovensko), Cristina Fernández de Kirchner (Argentina), Dilma Rousseffová (Brazílie), Kolinda Grabar-Kitarović (Chorvatsko), Dalia Grybauskaitė (Litva), Simonetta Sommaruga (Švýcarsko), Kersti Kaljulaidová a další.